# University Press of Kentucky
Les University Press of Kentucky (UPK), en français : « Presses universitaires du Kentucky », sont une maison d'édition américaine associée à l'université du Kentucky et spécialisée dans la presse universitaire. 

## Historique
Les University Press of Kentucky sont créées en 1969 pour succéder aux University of Kentucky Press. L'université soutient les publications académiques à partir de 1943. En 1949 le secteur de l'édition devient une agence académique autonome placée sous l'autorité du président de l'université et, l'année suivante, Bruce F. Denbo, jusqu'alors employé aux Presses universitaires de Louisiane (Louisiana State University Press) est nommé à la tête de cette agence comme le premier directeur à plein temps, poste qu'il conserve jusqu'à sa retraite, en 1978. Au cours de sa carrière, Denbo constitue une collection de taille modeste, mais remarquable, d'ouvrages académiques orientés vers l'histoire américaine et la critique littéraire.

## Description
Depuis leur réorganisation, les UPK forment un consortium qui comprend actuellement toutes les universités d'État du Kentucky, cinq de ses collèges privés et deux sociétés historiques. Ces institutions sont les suivantes :
- Université Bellarmine
- Berea College
- Centre College of Kentucky
- Eastern Kentucky University
- The Filson Historical Society
- Georgetown College
- Kentucky Historical Society
- Université d'État du Kentucky
- Université d'État de Morehead
- Université d'État de Murray
- Northern Kentucky University
- Université Transylvania
- Université du Kentucky
- Université de Louisville
- Université de l'Ouest du Kentucky

Chacune de ces institutions constitutives est représentée dans un conseil éditorial aux dimensions de l'État, qui décide de la politique éditoriale.
Les UPK publient aussi des romans classiques d'écrivains du Kentucky, parmi lesquels Harriet Arnow, Janice Holt Giles, John Fox, Jr., James Still et Jesse Stuart.